# 4-هيدروكسي فينيل أسيتون
4-هيدروكسي فينيل أسيتون (بالإنجليزية: 4-Hydroxyphenylacetone)‏  هو المشابه البنيوي بارا-هيدروكسي (الذي أضيفت له مجموعة هيدروكسيل في الذرة الرابعة من الحلقة العطرية) لفينيل أسيتون، وهو مستقلب نشط للأمفيتامين لدى البشر. حين يظهر كمستقلب للأمفيتامين، فإن إنتاجه يحدث مباشرة عبر المستقلب غير النشط فينيل أسيتون.

## هوامش
1. ↑  تبين أن 4-هيدروكسي أمفيتامين يُستقلب إلى 4-هيدروكسينورإفدرين بواسطة بيتا-هيدروكسيلاز الدوبامين (DBH) في المختبر ويُفترض أن استقلابا مماثلا يحدث في الجسم الحي.[4][9] تقترح أدلةٌ من دراسات قامت بقياس تأثير تراكيز DBH في المصل على استقلاب 4-هيدروكسي أمفيتامين في البشر إلى احتمال وجود إنزيم مختلف يتوسط تحويل 4-هيدروكسي أمفيتامين إلى 4-هيدروكسي إيفيدرين.[9][11] ورغم ذلك، تشير أدلة أخرى من دراساتٍ على الحيوانات إلى أن هذا التفاعل  يُحفَّز بواسطة DBH في حويصلات المشبكية داخل العصبونات نُورأدرينالينة الفعل في الدماغ.[12][13]